# Joseph Velly
Joseph Velly (Crozon, 10 de març de 1938 - 29 de setembre de 2016) va ser un ciclista francès, que fou professional entre el 1960 i el 1965. En el seu palmarès destaca un campionat de França de persecució, el Trofeu Baracchi de 1961 i 1963 i diverses etapes en curses d'una setmana, com la París-Niça, el Critèrium del Dauphiné Libéré o el Tour de Romandia.

## Palmarès
- 1960
  - 1r al Gran Premi de França
- 1961
  - Campió de França de persecució
  - 1r al Trofeu Baracchi, amb Ercole Baldini
- 1962
  - 1r al Gran Premi Stan Ockers
  - Vencedor d'una etapa al Critèrium del Dauphiné Libéré
  - Vencedor d'una etapa a la París-Niça
  - Vencedor d'una etapa al Tour del Sud-Est
- 1963
  - 1r al Trofeu Baracchi, amb Joseph Novales
  - Vencedor d'una etapa al Tour de Romandia

### Resultats al Tour de França
- 1962. abandona (11a etapa)
- 1963. abandona (10a etapa)